# Ga, ga. Chwała bohaterom
Ga, ga. Chwała bohaterom (cu sensul de: Ga, ga. Gloria eroilor) este un film polonez din 1985 scris și regizat de Piotr Szulkin. Rolurile principale au fost interpretate de actorii Katarzyna Figura, Daniel Olbrychski, Marek Walczewski și Jan Nowicki. Filmul are loc în secolul al XXI-lea când omenirea a colonizat alte planete învecinate. Însă nimeni nu vrea să mai fie astronaut, pentru că este o profesie periculoasă. Prizonierii sunt cei trimiși în misiunile spațiale. Filmul prezintă soarta prizonierului-pilot Scope. 
Filmul lui Szulkin este ultima parte a tetralogiei regizorului, compusă și din filmele Golem (1979), Wojna światów – następne stulecie (1981) și O-bi, O-ba. Koniec cywilizacji (1984).

## Prezentare
Filmul are loc în secolul al XXI-lea când omenirea a colonizat planetele sistemelor învecinate. Progresul tehnic a eliminat în mare măsură necesitatea ca oamenii să muncească, ceea ce înseamnă că, printre altele, nimeni nu mai este dispus să-și aleagă o profesie dificilă și periculoasă, cum ar fi cea de pilot de feribot spațial. Lipsa personalului a făcut ca sarcina acestora să fie încredințată deținuților. Unul dintre astfel de prizonieri-piloți este personajul principal, Scope (Daniel Olbrychski).
În timpul unei misiuni, Scope ajunge lângă planeta Australia-458, unde se întâlnește cu o tânără prostituată numită Once (Katarzyna Figura). Când aceasta dispare brusc, poliția locală îl acuză de viol și de uciderea unui minor. Poliția dorește să aranjeze o execuție publică pe stadion care să fie urmărită o mulțime mare de oameni. Anchetatorul este de acord să-l elibereze pe Scope dacă comite o infracțiune pentru care ar trebui să fie condamnat la moarte. Scope este de acord, dar el are și alte planuri: vrea s-o găsească pe Once și cu ea să plece de pe planetă.

## Distribuție
- Katarzyna Figura - Once
- Daniel Olbrychski - Scope
- Marek Walczewski - anchetator
- Jan Nowicki - proxenetul Al
- Jerzy Stuhr	-	Chudy

- Leon Niemczyk – showman
- Włodzimierz Musiał – drugi bohater
- Mariusz Benoit – właściciel domu dla bohaterów
- Bożena Dykiel – właścicielka domu dla bohaterów
- Maria Ciunelis – córka właścicieli domu dla bohaterów
- Jerzy Trela – dyrektor więzienia
- Henryk Bista – pastor
- Bronisław Wrocławski – strażnik więzienny #1
- Jacek Strzemżalski – strażnik więzienny #2
- Krzysztof Chojnacki – strażnik więzienny #3
- Dorota Stalińska – dojrzała prostytutka
- Krzysztof Majchrzak – policjant z urwaną ręką
- Marcin Sznajder – policjant
- Stanisław Manturzewski – rewident
- Jerzy Januszewicz – barman
- Krystyna Tkacz – sprzątaczka w domu publicznym
- Gabriela Kownacka – blondynka z komputera
- Zofia Saretok – klientka w banku
- Stanisław Gawlik – strażnik w banku
- Andrzej Chichłowski – urzędnik bankowy #1
- Tadeusz Wójcik – urzędnik bankowy #2
- Krystyna Kołodziejczyk – urzędniczka bankowa
- Michał Sumiński – dziennikarz telewizyjny
- Marcin Troński – prelegent telewizyjny
- Monika Jóźwik – seksbomba u drugiego bohatera #1
- Magdalena Kuta-Jastrzębska – seksbomba u drugiego bohatera #2
- Anna Majcher – seksbomba u drugiego bohatera #3
- Danuta Kowalska – seksbomba u drugiego bohatera #4